# Chandrasekhara Venkata Raman
Chandrasekhara Venkata Raman, Kt. (Tiruchirappalli, 7 de novembro de 1888 — Bangalore, 21 de novembro de 1970) foi um físico indiano.
Em 1930 foi agraciado com o Nobel de Física pelos trabalhos sobre o espalhamento da luz e a descoberta do efeito Raman. Foi a primeira pessoa do continente asiático a receber um prêmio por seus feitos científicos.
Chandrasekhara descobriu que quando a luz atravessa um material transparente, parte da luz desviada muda o comprimento de onda e sua amplitude. Este fenômeno, chamado em um primeiro momento de espalhamento Raman foi posteriormente chamado de efeito Raman.
Em 1954, o governo indiano o agraciou com o maior prêmio civil do país, o Bharat Ratna. Em 1957 foi-lhe atribuído o Prêmio Lênin da Paz. Era tio do também físico e laureado com o Nobel de Física Subramanyan Chandrasekhar.

## Biografia
Chandrasekhara nasceu no subúrbio de Tiruchirappalli, na época parte de Madras, hoje parte do estado Tamil Nadu, no sul da Índia, em 1888. Seus pais eram tamils, Chandrashekaran Ramanathan Iyer e Parvathi Ammal. Seu pai era professor de matemática e física no Mrs A.V. Narasimha Rao College, em Visakhapatnam, no estado de Andhra Pradesh, e depois foi para o Presidency College, hoje em Chennai.
Ainda muito jovem, se mudou para Visakhapatnam e cursou o ensino médio na St Aloysius Anglo-Indian High School. Bastante precoce, conseguiu bolsa de estudos com 13 anos e concluiu o curso preparatório com 15 anos. Em 1902, Chandrasekhara ingressou no Presidency College, onde seu pai era professor.
Em 1904, graduou-se com bacharelado em ciências, onde ganhou sua primeira medalha de ouro em física. Em 1907, defendeu o mestrado, pela mesma instituição, com louvor. Quando tinha 18 anos, um de seus artigos foi submetido ao periódico britânico Philosophical Magazine, tendo sido aceito e publicado. Após a publicação do artigo, recebeu uma carta do proeminente físico britânico, Lord Rayleigh.

## Morte
No final de outubro de 1970, Chandrasekhara desmaiou em seu laboratório. As válvulas em seu coração começavam a falhar. Foi levado ao hospital e os médicos lhe deram apenas quatro dias de vida. Ele sobreviveu e depois de alguns dias se recusou a permanecer no hospital. Queria morrer nos jardins de seu instituto, cercado por seus alunos e colegas. Morreu de causas naturais em 21 de novembro de 1970, em  Bangalore.